# Decomposing Composers
Decomposing Composers è una canzone dei Monty Python incisa nell'album Monty Python's Contractual Obligation Album nel 1980.

## Il brano
La canzone è cantata da Michael Palin, in cui riprende il ruolo del mafioso Luigi Vercotti (personaggio già noto dalla trasmissione Monty Python's Flying Circus).
Il sostegno della canzone si basa sul canone di Johann Pachelbel e include anche un tentativo di suonare la 5ª sinfonia di Beethoven.
Dopo un tratto iniziale in cui Luigi parla al telefono con sua moglie, comincia a cantare su alcuni compositori classici morti, tra cui:
- Ludwig van Beethoven
- Wolfgang Amadeus Mozart
- Johannes Brahms
- Franz Liszt
- Edward Elgar
- Franz Schubert
- Fryderyk Chopin
- George Frideric Handel
- Joseph Haydn
- Sergei Rachmaninov
- Giuseppe Verdi
- Richard Wagner
- Claude Debussy

Infine la canzone contiene un elenco di compositori morti:
- Claude Debussy
- Christoph Willibald Gluck
- Carl Maria von Weber
- Giacomo Meyerbeer
- Modest Petrovič Musorgskij
- Johann Nepomuk Hummel